# Mokobeng
Mokobeng är en ort (village) i distriktet Central i Botswana. 